# Milana (rajada)

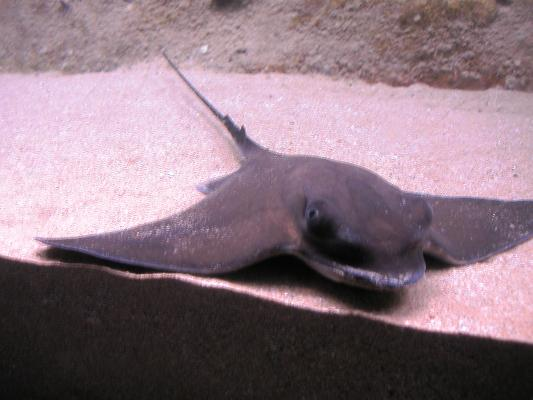
Exemplar fotografiat a l'Aquàrium de Barcelona

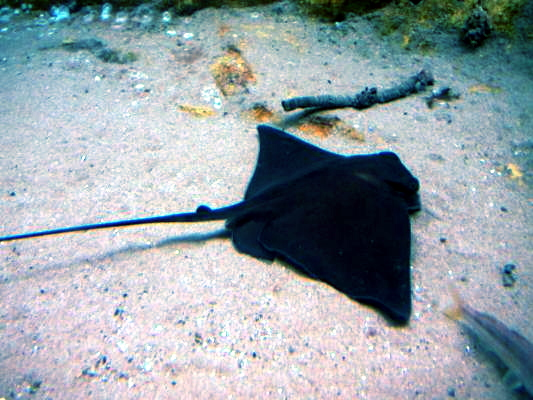
Exemplar de l'Aquàrium de Barcelona

La milana (Myliobatis aquila) és una espècie de peix de la família dels miliobàtids i de l'ordre dels myliobatiformes.

## Morfologia
- Els mascles poden assolir 183 cm de longitud total i 14,5 kg de pes.
- No té aleta caudal.
- És marronós o negrós dorsalment, mentre que el ventre és blanc.[4][5][6][7]

## Reproducció
És ovovivípar, la gestació té una durada de 6-8 mesos i les femelles pareixen 3-7 cries

## Alimentació
Menja crustacis bentònics, mol·luscs i peixos.

## Hàbitat
És un peix marí, de clima subtropical (54°N-35°S, 19°W-36°E) i bentopelàgic que viu entre 1–300 m de fondària.

## Distribució geogràfica
Es troba a l'oceà Atlàntic oriental (des de Madeira, el Marroc i les Illes Canàries fins a les costes occidentals d'Irlanda i les Illes Britàniques i el sud-oest de la Mar del Nord) i la Mediterrània.

## Ús comercial
La seva carn és molt apreciada.

## Observacions
És inofensiu per als humans.